# Pyrbaum

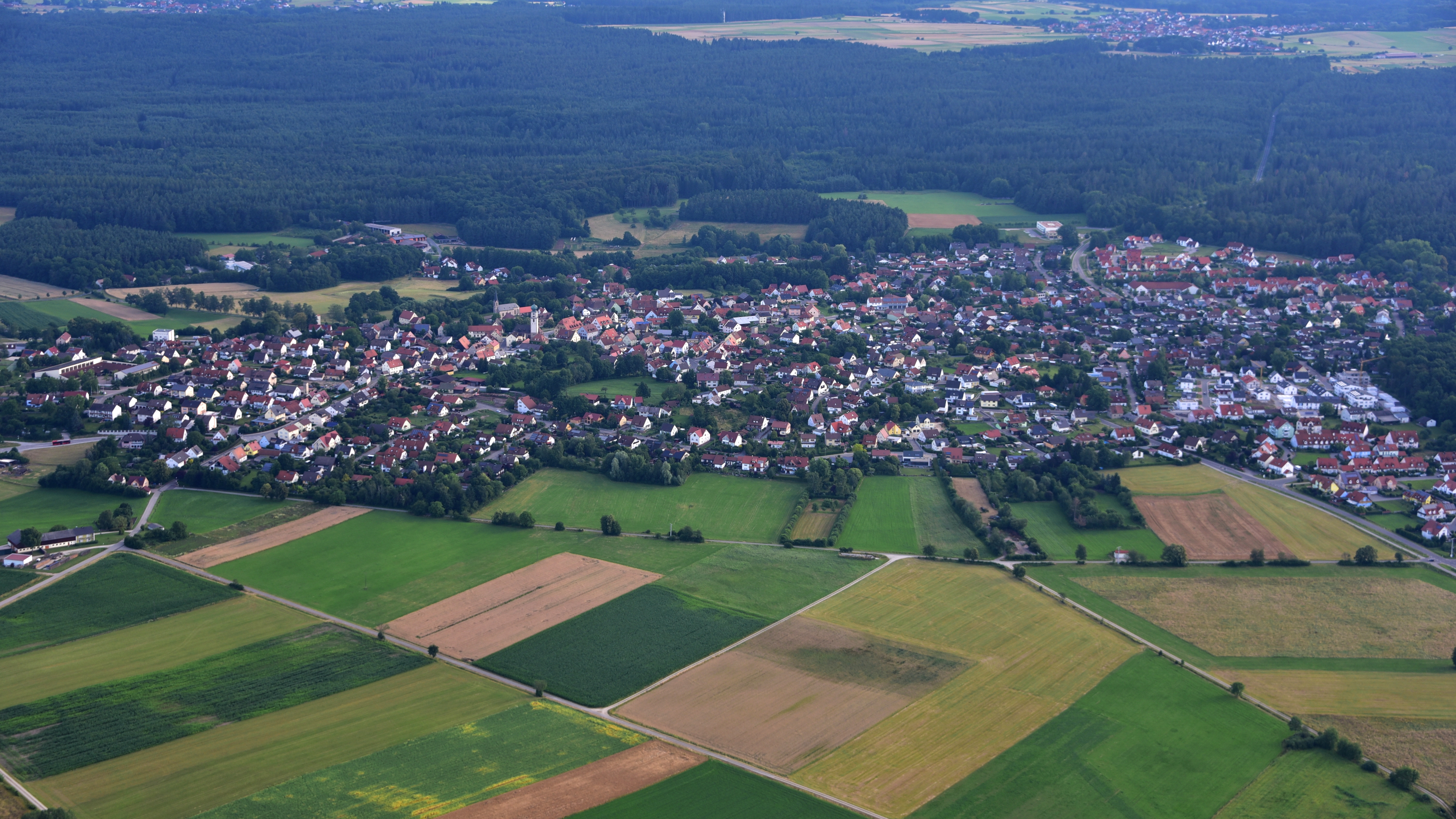
Pyrbaum, Luftaufnahme (2016)

Pyrbaum ist ein Markt im Oberpfälzer Landkreis Neumarkt in der Oberpfalz.
Pyrbaum wird auch „Tor zur Oberpfalz“ genannt. Es war die erste Gemeinde Bayerns, die bereits am 1. Oktober 1970 die Gemeindegebietsreform vollzog. Pyrbaum wird oft als Gemeinde mit dem größten zusammenhängenden Waldgebiet Bayerns bezeichnet.

## Geografie

### Geografische Lage
Als westlichste Gemeinde des Regierungsbezirks der Oberpfalz liegt Pyrbaum 20 km südöstlich der Stadt Nürnberg. Sein Gebiet ist größtenteils von Wald bedeckt. Als einzige Gemeinde der Oberpfalz gehört Pyrbaum zur Region Franken. Der überwiegende Teil des Ortes liegt auf einer gerodeten Anhöhe. Der Gemeindeteil Neumühle ist der westlichste Punkt der Oberpfalz.
Südlich von Pyrbaum befinden sich die Quellen des Finsterbachs, im Nordosten die des Hembachs. Beide münden etwa 15 km weiter westlich in die Rednitz.

### Gemeindegliederung
Es gibt 14 Gemeindeteile (in Klammern ist der Siedlungstyp angegeben):
- Asbach (Einöde)
- Birkenlach (Weiler)
- Dennenlohe (Dorf)
- Dürnhof (Einöde)
- Münchsmühle (Einöde)
- Neuhof (Weiler)
- Neumühle (Einöde)
- Oberhembach (Dorf)
- Pruppach (Dorf)
- Pyrbaum (Hauptort)
- Rengersricht (Dorf)
- Schwarzach (Dorf)
- Seligenporten (Dorf)
- Straßmühle (Einöde)

Es gibt die Gemarkungen Oberhembach, Pyrbaum, Rengersricht und Seligenporten.

## Geschichte

### Bis zum 18. Jahrhundert
Ein Faustkeilfund bei Rengersricht zeigt, dass schon in der Jungsteinzeit Jäger und Sammler die Gegend durchstreiften. Eine keltische Siedlung in Pruppach aus der Antike ist durch Überreste einer Keltenschanze auf dem Burgstall belegt.
Pyrbaum gilt als ältester Ort der heutigen Gemeinde Pyrbaum und wurde als Reichsgut erstmals 1130 urkundlich erwähnt (1147 als „Pirboum“, bis 1278 „Birbaum“) als Besitz von Reichsministeriale Durinhard de Birboum (Schenkungsurkunde Kloster Weihenstephan – Türinhart von Pirbown schenkt Gut in Dasswang dem Kloster Weihenstephan). Der Ortsname geht auf das neuhochdeutsche Wort für Birne, Bi[e]rbaum, zurück; lat. Bira, Klosterlateinisch und althochdeutsch Pira, Lateinisch "pirus", der Birnbaum. Von 1346 bis zu seinem Aussterben 1740 wurde Pyrbaum vom Geschlecht derer von Wolfstein beherrscht. Wilhelm von Wolfstein erbaute 1493 in Pyrbaum ein Schloss. Um 1510 erfolgte der Bau der Pfarrkirche zu Ehren von St. Georg, in dieselbe Zeit fiel der Bau der Gottesackerkapelle mit einem Flügelaltar. Um 1540 ließen die Wolfsteiner, die inzwischen das neue Bekenntnis angenommen hatten, in Pyrbaum die Reformation durchführen; 1561 wurde diese abgeschlossen, die letzten Katholiken verließen den Ort. Im Dreißigjährigen Krieg wurde das Gemeindegebiet stark in Mitleidenschaft gezogen.
1740 kam Pyrbaum nach dem Erlöschen der Wolfsteiner zu Bayern. Mithilfe des Kapuzinerordens wurde Pyrbaum rekatholisiert; am 14. April 1751 feierte ein Sulzbürger Kapuziner die erste Messe seit der Reformation im Pyrbaumer Getreidekasten. Im Schloss Pyrbaum wurde ein Gottesdienstraum eingerichtet und 1752 wurde eine ständige Wohnung für die Kapuziner, die aus Sulzbürg oder aus Neumarkt für die Abhaltung der Messe kamen, eingerichtet. Auch eine kleine Kirche wurde dort 1753, trotz des Einspruches der Franziskaner von Freystadt, die um ihre Einnahmen aus Almosen fürchteten, benediziert. Aufgrund der angestiegenen Zahl an Katholiken wurde in Pyrbaum am 13. Oktober 1756 auch eine katholische Schule (auch der erste katholische Lehrer war angestellt worden) und 1757 ein katholischer Friedhof auf landesherrlichem Grund eingerichtet. Der Bau des Kapuzinerhospizes (heute Pfarrhof am Oberhembacher Weg 2) erfolgte 1760, was nicht ohne Proteste der ortsansässigen evangelischen Bürger erfolgte, in die auch das Corpus Evangelicorum in Regensburg eingeschaltet wurde. Diese Konflikte über katholische Bittgänge und Prozessionen oder die Aufstellung von Bildstöcken und Kreuzen im öffentlichen Raum dauerten die nächsten Jahre an. Die letzte Beschwerdeschrift an das Corpus Evangelicorum datiert von 1768.

### 19. und 20. Jahrhundert

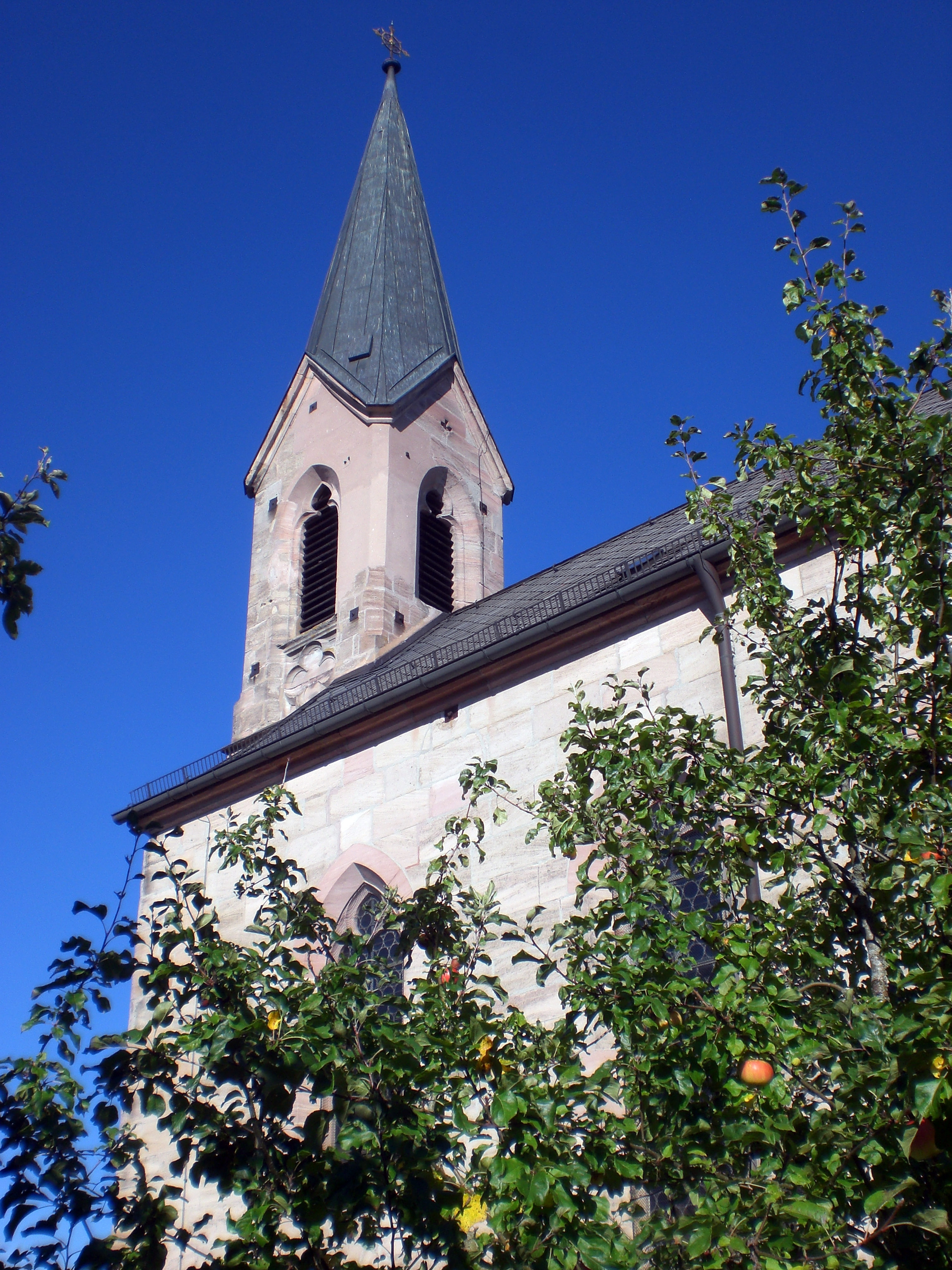
Katholische Pfarrkirche Mater dolorosa in Pyrbaum

Am 5. März 1802 wurde das Kapuzinerhospiz aufgehoben und die hier lebenden Mönche in das Kapuzinerkloster Altötting umgesiedelt. Das Inventar wurde an die Pfarrei und an den dortigen Weltpriester übergeben. Am 14. Februar 1803 wurde als erster weltlicher Pfarrer Georg Maier ordiniert; er erhielt auch die Bibliothek der Kapuziner, so diese nicht bereits an einen Papiermacher verkauft war. Das Hospizgebäude wurde zum Pfarrhaus.
1853 brannte das Schloss ab, nicht jedoch die Kapelle, die 1880/81 abgebrochen und durch einen Neubau ersetzt wurde. Diese Kirche brannte am Pfingstmontag 1899 ab. Im Jahr darauf erfolgte ein Neubau, der am 20. Januar 1901 benediziert wurde.
1923 bekam die Gemeinde elektrischen Strom, ab 1954 Zug um Zug eine zentrale Wasserversorgung.

### Eingemeindungen
Anfang des 19. Jahrhunderts entstanden die Gemeinden Pyrbaum, Oberhembach, Rengersricht und Seligenporten. Diese wurden am 1. Oktober 1970 zur Gemeinde Pyrbaum zusammengefasst.

### Einwohnerentwicklung
Zwischen 1988 und 2018 wuchs der Markt von 4441 auf 5813 um 1372 Einwohner bzw. um 30,9 %.

## Politik

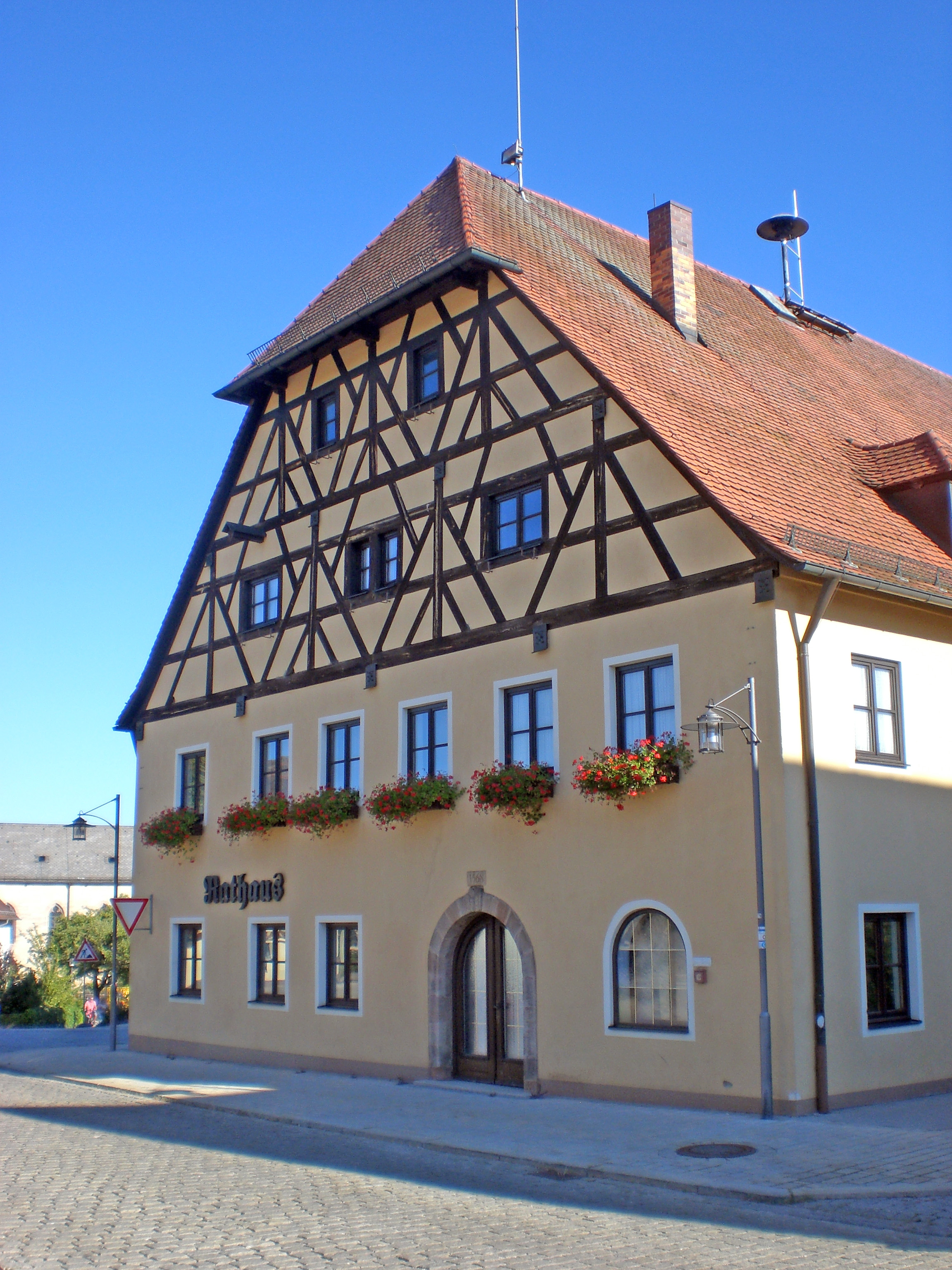
Rathaus des Marktes

### Marktgemeinderat
Der Marktgemeinderat hat 20 Mitglieder. Er setzt sich seit der Kommunalwahl am 15. März 2020 wie folgt zusammen:
| Partei / Liste                                           | Sitze | +/−* | Stimmenanteil |
| CSU                                                      | 7     | ± 0  | 35,0 %        |
| SPD                                                      | 3     | − 1  | 14,7 %        |
| Grüne                                                    | 2     | + 1  | 09,8 %        |
| Die Linke                                                | 1     | + 1  | 03,3 %        |
| Freie Wähler Bayern/Freie Wähler Pyrbaum                 | 4     | ± 0  | 18,4 %        |
| Christlich Freie Wähler Seligenporten-Rengersricht (CFW) | 2     | − 1  | 12,5 %        |
| Freie Wähler Schwarzach                                  | 1     | ± 0  | 05,0 %        |
| Gesamt                                                   | 20    |      |               |

* Unterschied zur Wahl 2014

### Bürgermeister
Am 15. März 2020 wurde Michael Langner (CSU) mit 63,04 % der Stimmen im 1. Wahlgang zum Ersten Bürgermeister der Gemeinde gewählt. Auf seine Gegenkandidaten Roland Lehmeier (SPD) entfielen 25,41 % und auf Stephanie Jaspers (Grüne) 11,55 % der Stimmen. Vorgänger war seit 2002 Guido Belzl (Christliche Freie Wähler). Davor hatte Hermann Holzammer dieses Amt 25 Jahre inne.

### Wappen
| Wappen von Pyrbaum | Blasonierung: „In Rot ein bewurzelter grüner Birnbaum mit goldenen Früchten.“ |
| Wappen von Pyrbaum | Das Wappen ist seit 1527 bekannt.                                             |

### Gemeindepartnerschaften
Seit dem 29. Oktober 1988 besteht eine Partnerschaft mit der ungarischen Gemeinde Csákvár, mit deren Nachbargemeinde Vértesboglár seit dem 31. Juli 1991.

## Kultur und Sehenswürdigkeiten

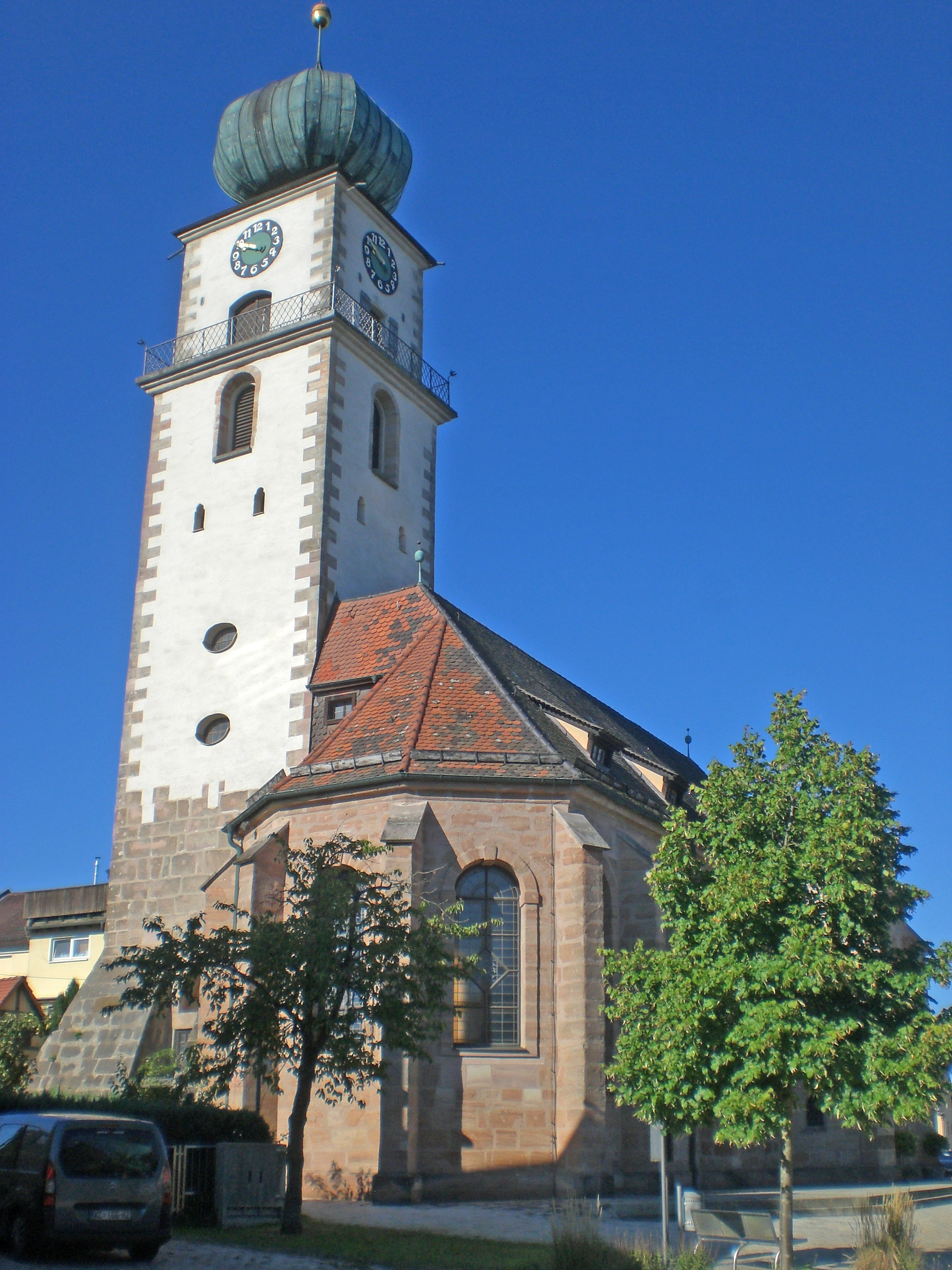
Ev. Pfarrkirche St. Georg

Im Gemeindeteil Seligenporten befindet sich das ehemalige Zisterzienserinnen-Kloster Seligenporten.

### Parks
- Tiergehege Faberhof bei Straßmühle (derzeit geschlossen)

### Sport
- Schützengilde 1876 Pyrbaum e. V.
- SV Seligenporten: Fußball (spielte fünf Jahre lang bis 2024 in der viertklassigen Regionalliga)
- Reit- und Fahrverein Seligenportener Klosterreiter e. V.
- HSG Pyrbaum/Seligenporten: Handball (1981, 1992 Bayerischer Meister, 1981 Regionalliga/2. Liga), DHB-Pokal Hauptrunde 1986, 1989/90.

### Regelmäßige Veranstaltungen
- Königsschießen der Schützengilde Pyrbaum
- Saufeier der Schützengilde Pyrbaum
- Wolfsteiner Fest
- Pyrbaumer Weihnachtsmarkt
- Pyrbaumer Pfingstkirchweih
- Pyrbaumer Brunnenfest
- Ball des Marktes
- Adventskonzert in der Klosterkirche Seligenporten
- Seligenportener Klosterhoffest
- Seligenportener Kirchweih
- Seligenportener Starkbierfest
- Seligenportener Oldtimertreffen
- Seligenportener Blues im Dorf
- Kunst im Dorf Oberhembach
- Grillfest der Stützpunktwehr Pyrbaum
- Backofenfest Schwarzach (OGV)
- Schwarzacher Kirchweih (jährlich am letzten Wochenende im September)
- Fischerfest des Fischereivereins Pyrbaum, an den Pruppacher Weihern

### Kulinarische Spezialitäten
- Pyrbaumer Gewürzbrot
- Pyrbaumer Sauwetter-Tee
- Seligenportener Klosterbier und Klostergold (Schnaps) der Brauerei Feihl
- Schwarzacher Kirwaschnaps

## Wirtschaft und Infrastruktur

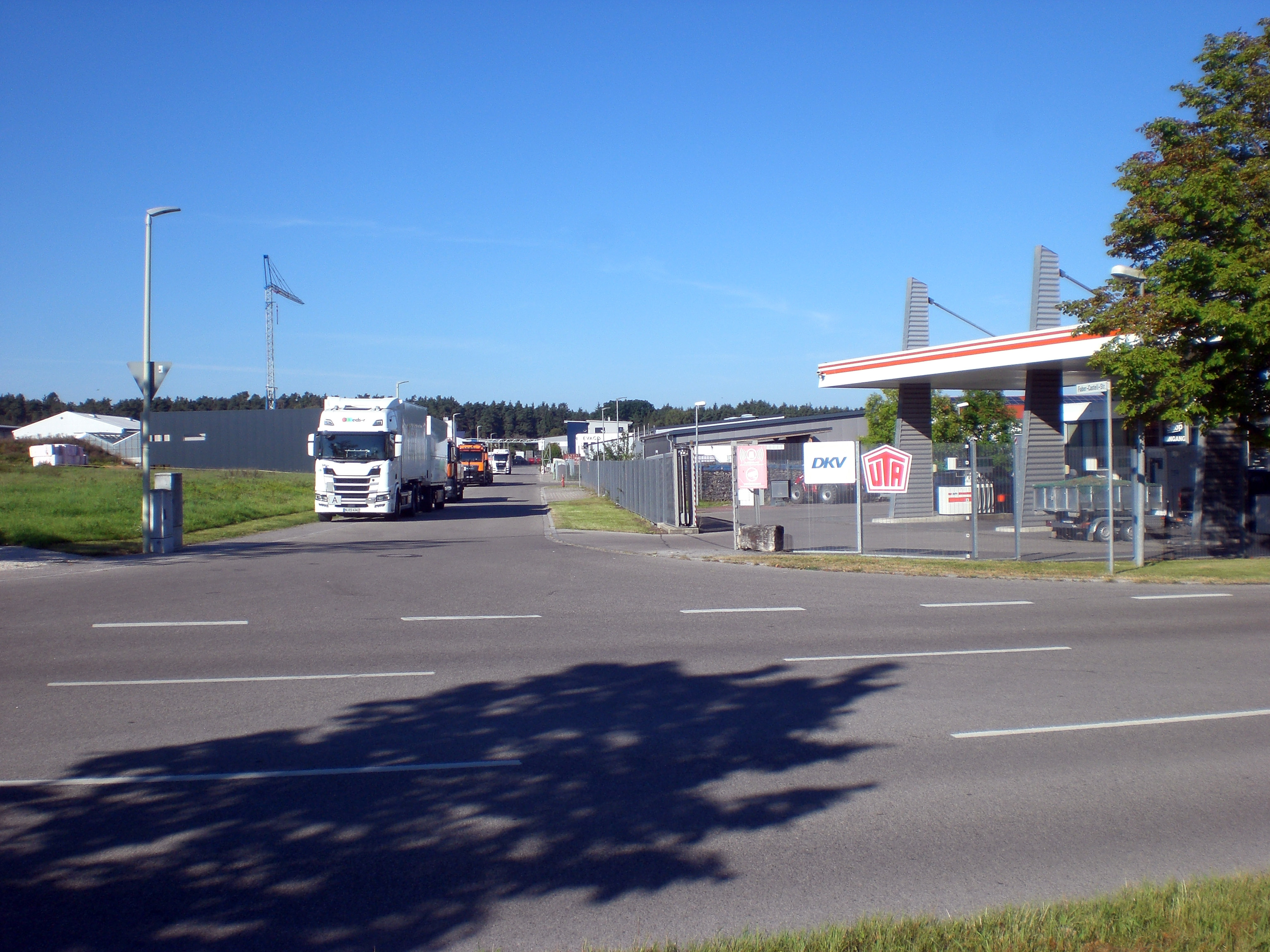
Gewerbegebiet

Der Markt Pyrbaum ist geprägt durch den starken Einfluss des angrenzenden Städtedreiecks Nürnberg–Fürth–Erlangen, in dem viele Pyrbaumer Bürger ihren Arbeitsplatz haben. Doch auch in der Gemeinde gibt es leistungsfähige Betriebe, insbesondere in der Metallbearbeitung, im Maschinenbau, der Druck- und Klebetechnik, der Elektrotechnik und im Glasbau. In Pyrbaum steht der Bevölkerung eine Mehrzweckhalle für sportliche, kulturelle und gesellschaftliche Veranstaltungen zur Verfügung. Neben Einkaufsmöglichkeiten gibt es in dem Ort eine Grundschule, zwei Kindergärten, eine Bücherei, eine Apotheke sowie Allgemein-, Zahn- und Tierärzte, in Seligenporten einen Kindergarten, eine weitere Grundschule und je einen Zahn- und Tierarzt.
In Pyrbaum gibt es ein Gewerbegebiet mit diversen Betrieben und einer Tankstelle.

### Verkehr
Der Markt Pyrbaum ist über Kreisstraßen und die Staatsstraße St 2402 an das überörtliche Verkehrsnetz angebunden. Zur Anschlussstelle Allersberg der BAB München–Nürnberg (A 9) sind es vom Ortsteil Seligenporten ca. 5 km, zur Anschlussstelle Neumarkt der BAB Nürnberg–Regensburg (A 3) sind es von den Ortsteilen Pyrbaum und Seligenporten jeweils ca. 18 km. Die Entfernung zur Bundesstraße 8 beträgt 5 km. Über die Kreisstraße NM 17 und die Staatsstraße St 2225 erreicht man in 25 Minuten Nürnberg.
Bis 1973 hatten Pyrbaum, Rengersricht und Seligenporten Haltestellen an der seither stillgelegten und inzwischen abgebauten Nebenbahnstrecke Burgthann–Allersberg.

### Medien
- Mitteilungsblatt für den Markt Pyrbaum

### Öffentliche Einrichtungen

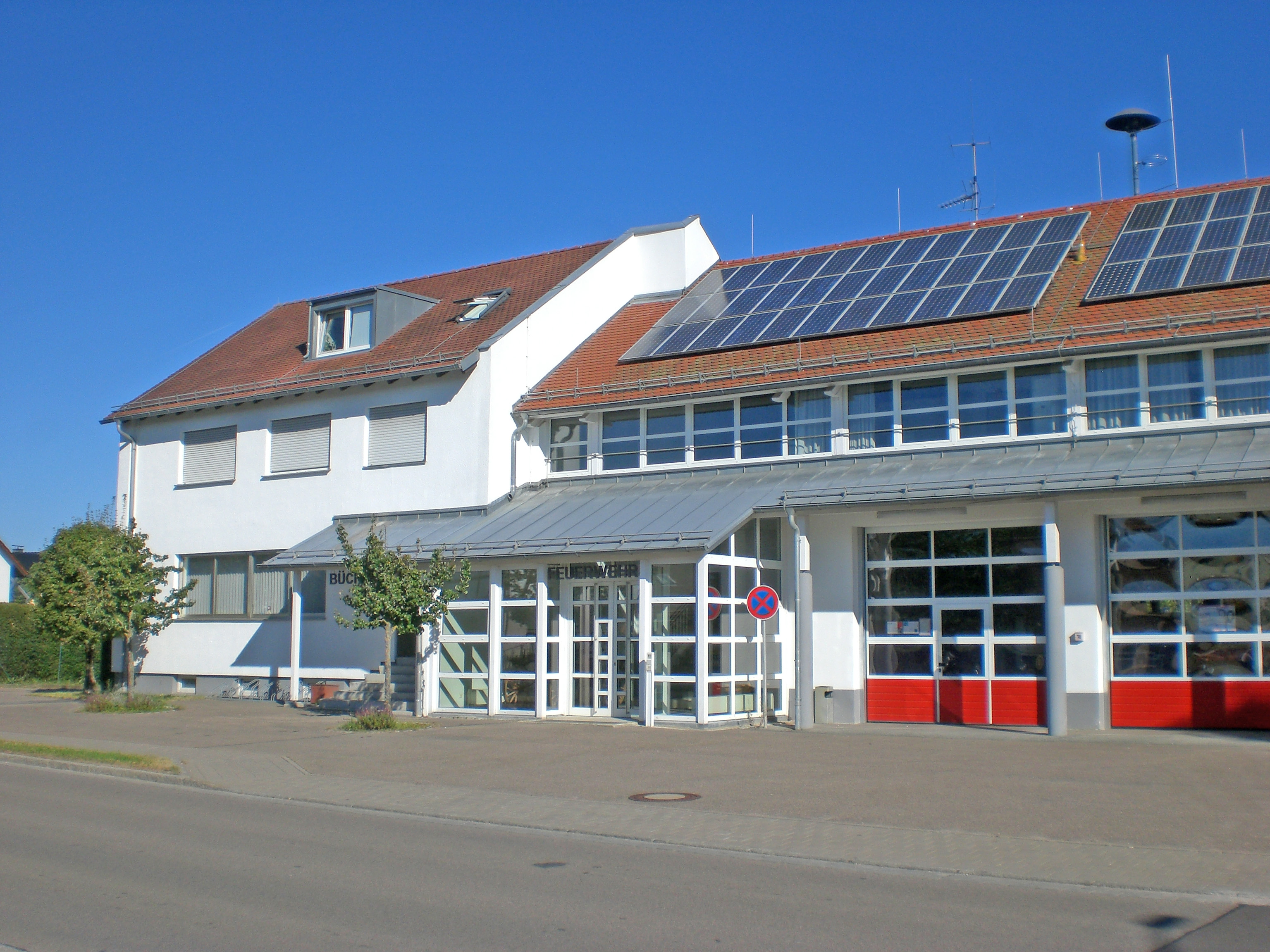
Gemeindebücherei mit dem Feuerwehrgebäude

- Gemeindebücherei Pyrbaum
- Gemeindearchiv Pyrbaum

## Söhne und Töchter der Stadt
- Jakob Kriegseis (1885–1968), Abgeordneter des Hessischen Landtags
- Maximilian Krafft (1889–1972), Mathematiker
- Fritz Baer (1901–1993), Jurist und Ministerialdirektor
- Gerhald Müll (* 1948), Eishockeyspieler